# Mass Effect: Revelation
«Mass Effect: Відкриття» (англ. Mass Effect: Revelation) — науково-фантастичний роман канадського письменника Дрю Карпишина (англ. Drew Karpyshyn). Вперше опублікований в 2007 році. Ця книга — перший роман, супутній до серії відеоігор Mass Effect, та передісторія до її першої гри — Mass Effect.
Сюжет концентрується на пригодах Джона Ґріссома, Девіда Андерсона, Калі Сандерс та Сарена Артеріуса навколо даних про секретні дослідження. Правда про них може сильно зашкодити людству, яке тільки-но увійшло до галактичного суспільства, тоді як Сарен зацікавлений у їх використанні для власних цілей.

## Сюжет
У 2157 році адмірал Джон Ґріссом прямує до Аркутуруса на борту корабля «Нові Дельфи» привітати випускників програми N7. Дев'ять років тому, у 2148, науковці виявили технології невідомої цивілізації на Марсі. Тоді з'ясовалося, що цивілізація зникла 50000 років тому і отримала назву протеанів. У 2149 виявилося, що Харон є зледенілим Ретранслятором — установкою протеанів, яка здатна з надсвітловими швидкостями перекидати кораблі до інших Ретрансляторів, з чого починається активна колонізація космосу. Джон Ґріссом тоді очолював експедиції утвореного Альянсу Систем.
Ґріссом зустрічається з молодим випускником Девідом Андерсоном, котрий повідомляє про атаку неопізнаних сил на пост Шанксі. В кількох битвах з'ясовується, що люди зіткнулися з Туріанською Ієрархією, яка атакує з причини порушення людьми правил користування Ретрансляторами. На конфлікт звертає увагу галактичний уряд, Рада Цитаделі, що складається з представників кількох розумних видів. Люди і туріанці укладають мир, після чого Альянс Систем укріплюється та відкриває для себе всю галактику, населену численними цивілізаціями.
2165 року Андерсон, перебуваючи на Сидоні, ледве рятується від вибуху, влаштованого невідомими. Згодом на Елізіумі дочка Ґріссома Калі Сандерс, яка володіє копіями даних про загадковий артефакт з Сидону, усвідомлює, що їй загрожує небезпека. Вона шукає допомоги в батька. Тим часом на Камаллі батаріанець Едан Хад'да зустрічається з найманцями «Синіми світилами», яких найняв для нападу на Сидону. Дізнавшись про Сандерс, він побоюється, що злочин розкриється і наймає крогана Скарра, щоби той убив Калі. Андерсон прибуває на Цитадель на зустріч з послом Анітою Ґойл, яка представляє Альянс Систем. Та відкриває, що на Сидоні розроблявся штучний інтелект, що є забороненим після повстання роботів гетів проти своїх творців кваріанців 300 років тому. Аніта Ґойл відсилає його знайти Калі та Шу Цяня, ученого, який був причетним до розробки ШІ.
В той же час Спектр-туріанець Сарен Артеріус, чий брат був убитий людьми під час Війни першого контакту, розкриває незаконний оборот зброї на Джаксі. Будучи Спектром, він стоїть понад законом і підкорюється безпосередньо Раді Цитаделі. Сарен вбиває злочинців обох сторін і допитує вцілілих, з чого дізнається, що зброя призначалася для великої операції «Синіх Світил». Вислідкувавши найманця «Синіх Світил» Грото Іб-ба, йому вдається дізнатися про дане Скарру завдання.
Андеросон зустрічає Ґріссома із Сандерс, та їх вже переслідує Скарр. Коли кроган нападає, прибуває Сарен і вбивця тікає, не виконавши завдання. Коли Сарен розпитує в Калі що вона знає про дослідження на Сидоні, вона розуміє, що коли Рада Цитаделі дізнається правду, це зіпсує відносини з Альянсом Систем людства. Тому Калі вигадує ніби там досліджувалася біотика.
Коли Сарен іде, Калі повідомляє, що обладнання для експериментів надавала батаріанська організація Дах'тан. Тим часом Скарр доповідає про невдачу, Едан посилає Скарра й «Сині Світила» знищити устаткування Дах'тан на Камалі, прибравши цим всі докази існування розробки ШІ. Операція вдається, устаткування знищується, однак батаріанка Джелла виживає і від неї Сарен довідується, що за нападом стояв Едан. Правда про розробку штучного інтелекту викривається і досягає Цитаделі. Посол Аніта Ґойл в ході перемовин добивається, вказуючи на зростаючу роль людства в галактиці, обмежитися накладенням торгових санкцій на Альянс Систем. Після цього Калі зізнається Андерсону, що Шу Цянь досліджував дещо досі невідоме, а саме артефакт ще допротеанських часів. Розповівши таємницю, Андерсон привертає увагу Ради Цитаделі, його починають розглядати як кандидата в Спектри. Сарен, знаючи про подальші переслідування Калі, вирішує, що це є чудовою нагодою вислідкувати Едана. Тому він допускає аби Скарр захопив Калі та привів її до Шу Цяня.
Андерсон гнівається, але потребує допомоги Сарена. Обоє знаходять її на очиснику нульового елемента, який домовляються підірвати разом з викрадачами. Але Сарен дає Андерсону час врятувати Калі. Той проникає всередину, вбиває Скарра та встигає втекти до вибуху. Шу Цянь і Едан гинуть, а Сарен забирає результати досліджень Цяня.
Повернувшись на Цитадель, Андерсон довідується, що Сарен дав неправдивий звіт про виконане завдання. Рада Цитаделі вирішує поки не надавати Андерсону статусу Спектра. Не маючи доказів, він не може переконати Раду в тому, що Сарен привласнив інформацію про допротеанський артефакт. Він продовжує військову кар'єру, а Калі отримує підвищення. Сарен досліджує праці Цяня, з яких дізнається про загадковий артефакт — «Володаря», що є прадавнім космічним кораблем величезної бойової потужності. Сарен ставить собі за ціль знайти «Володаря» та з його допомогою помститися людям за загибель брата у війні Першого контакту.